# Norwood–205th Street (métro de New York)
Norwood–205th Street est une station souterraine du métro de New York située dans le quartier de Nordwood, dans le Bronx. Elle constitue le terminus nord de l'IND Concourse Line (métros orange), issue de l'ancien Independent Subway System et connectée à l'IND Sixth Avenue Line et l'IND Eighth Avenue Line au sud.
Au total, la station est desservie par un unique service : les métros D y transitent 24/7.

## Situation sur le réseau
| Nord/Ouest                                           |  |                  |  | Sud/Est |
| ---------------------------------------------------- |  | ---------------- |  | ------- |
| Bedford Park Bd vers Coney Island – Stillwell Avenue |  | ligne D terminus |  |         |
| modifier sur Wikidata                                |  |                  |  |         |